# Talbot Mundy
Talbot Mundy (* 23. April 1879 in London, England; † 5. August 1940 in Bradenton Beach, Manatee County, Florida, USA; Pseudonym, eigentlich William Lancaster Gribbon) war ein englisch-/US-amerikanischer Abenteurer, Autor und Theosoph.

## Leben und Werk

### Kindheit und Reisen
Mundy wurde am 23. April 1879 in London als älteres von zwei Kindern von Walter Galt Gribbon und Margaret Lancaster geboren. Aus dem Internat an der Rugby School in Rugby lief er davon, ging nach Deutschland und arbeitete bei einem Zirkus. 1898 kehrte er nach England zurück, schiffte sich nach Indien ein, das er im März 1899 erreichte, und betätigte sich in Vadodara als Hilfsarbeiter. An der Malaria erkrankt, fuhr er im April 1900 nach England zurück, um im Mai 1901 wieder in Mumbai zu landen. Es folgten Reisen nach China und Südafrika, 1902 trampte er zurück nach Mumbai, 1903 in England und Südafrika sowie 1904 Australien und Kenia, wo er Mitglied einer Straßenbande war, als Hauslehrer arbeitete und sich mit Elfenbein-Wilderei beschäftigte, deshalb im Gefängnis saß und dann nach Indien abgeschoben wurde.
Im September 1909 Ankunft in New York, wo er am 9. Dezember 1916 unter dem Namen Talbot Mundy die US-amerikanische Staatsbürgerschaft erhielt. Als Journalist reiste er 1920 nach Jerusalem, Damaskus und Ägypten. Ab 1922 lebte er auf Lomaland, zog 1928 nach Greenwich Village und 1929 nach New York. Nach einem Aufenthalt 1932/33 in England übersiedelte Mundy 1938 nach Florida, wo er 1940 starb.

### Mundys Frauen
Während seines Aufenthaltes in Mumbai 1902 lernte er Kathleen Steele kennen, die er am 31. Januar 1903 in England heiratete. Gemeinsam fuhren sie nach Südafrika, wo Mundy sich in illegalen Börsengeschäften verwickelte. Bevor die sich daraus abzeichnenden Schwierigkeiten bedrohlich wurden, schickte er seine Frau alleine zurück nach England. 1907 begann er in Kenia eine Affäre mit Inez Craven, nach der Scheidung von Kathleen heiratete er Inez im September 1909 in New York. Im Juni 1912 folgte die Scheidung von Inez, im selben Jahr eine neue Ehe mit Harriette Rosemary Strafer. 1920 lernte Mundy in Jerusalem Sally Ames kennen und nahm sie mit zurück in die USA. Nach Jahren einer Dreierbeziehung ließ er sich von Harriette scheiden und ehelichte Sally im Juli 1924. Die Scheidung von Sally folgte 1928, nachdem er im selben Jahr Dawn Allen (eigentlich Theda Allen Conkey) kennengelernt hatte. Am 31. Juli 1931 heiratete er Dawn als seine fünfte Frau. In diesem Jahr hatte er auch eine Beziehung zu Natacha Rambova, die bis 1926 mit Rudolph Valentino verheiratet war.
Mundys erste vier Ehen blieben kinderlos, in seiner letzten Verbindung schenkte Dawn ihm 1933 eine Tochter, die jedoch bald nach der Geburt starb.

### Kirche und Esoterik
Durch seine dritte Frau Harriette kam Mundy in den 1910er-Jahren mit der Christian Science in Kontakt und schloss sich dieser Glaubensgemeinschaft an. Im März 1919 wurde er Präsident der Anglo-American Society of America, einem Ableger der Christian Science. Im Rahmen dieser Organisation fuhr er 1920 als Journalist in den Nahen Osten, interviewte König Feisal und Mohammed Amin al-Husseini, den Großmufti von Jerusalem.
Am 1. Januar 1923 trat er der Theosophischen Gesellschaft in Amerika (TGinA) bei und lebte auf Lomaland, einer theosophischen Community in Point Loma. In dieser Zeit arbeitete er für die Zeitschrift The Theosophical Path, in der er eine Reihe von Artikeln veröffentlichte. Nachdem Mundy sich 1926 in Niederkalifornien an einer erfolglosen Erdöl-Bohrung beteiligt hatte und diesem Unternehmen den Hauptteil seiner Zeit widmete, kam er in Konflikt mit Katherine Tingley, der Präsidentin der TGinA. Tingley hatte kein Verständnis für seine geschäftlichen Aktivitäten und die dadurch einhergehende Vernachlässigung der Theosophie. Mundys Interesse an der Theosophie kühlte sich in Folge mehr und mehr ab und nach Tingleys Tod 1929 trat er aus der TGinA aus.

### Als Autor
Nach seiner Ankunft in den USA 1909 beschloss er Bücher zu schreiben, reichlich Stoff lieferte sein bis dahin abenteuerliches Leben. Sein erstes Werk, die Kurzgeschichte A transaction in Diamonds, erschien im Februar 1911, zwei weitere Geschichten noch im selben Jahr. Im folgenden Jahr 1912 stieg seine Produktion bereits auf 20 Abenteuer-Kurzgeschichten. 1914 begann er eine Serie von acht Romanen, in denen der Schotte Dick Anthony in Persien gegen die Russen kämpfte. Diese Geschichten lieferten dem jungen Robert E. Howard die Vorlage für seine Conan-Figur, die unter dem Titel Conan der Barbar verfilmt wurde. Sein 1922 entstandenes Werk Her Reputation drehte 1923 First National als Film, mehrere weitere folgten in den nächsten Jahren. Die Theosophie lieferte ihm viele Ideen für seine fiktiven Gestalten und beeinflusste sein späteres Werk wesentlich.
Mundys Abenteuerromane handeln meist in Afrika, im Orient, Indien oder Tibet. Mehrere  Fantasy-Geschichten aber auch mystische Themen zählen zu seinem Repertoire. Vor allem bei Theosophen sind die theosophischen Thriller bis heute beliebt.
Neben Talbot Mundy verwendete er als Pseudonyme Makundu Viazi, White Arse, Talbot Chetwynd Miller Mundy, Thomas Hartley und Walter Galt.
Mundy starb am 5. August 1940 in Bradenton Beach, Florida im 61. Lebensjahr an Diabetes.

## Werke (Auswahl)
- King of the Khyber Rifes, 1916 (1953 als  Der Hauptmann von Peshawar verfilmt); [Norderstedt]: Hanse, 2018, ISBN 978-3-337-49771-2
- The devil's guard. Bobbs-Merrill Company, Indianapolis 1926.
- Queen Cleopatra, a novel. Bobbs-Merrill company, Indianapolis 1929.
- C.I.D. The Century co., New York 1932.
- The Gunga sahib. D. Appleton company, New York 1934.
- Jimgrim and Allah's peace. D. Appleton-Century Company, New York 1936.